# Tkanka przewodząca

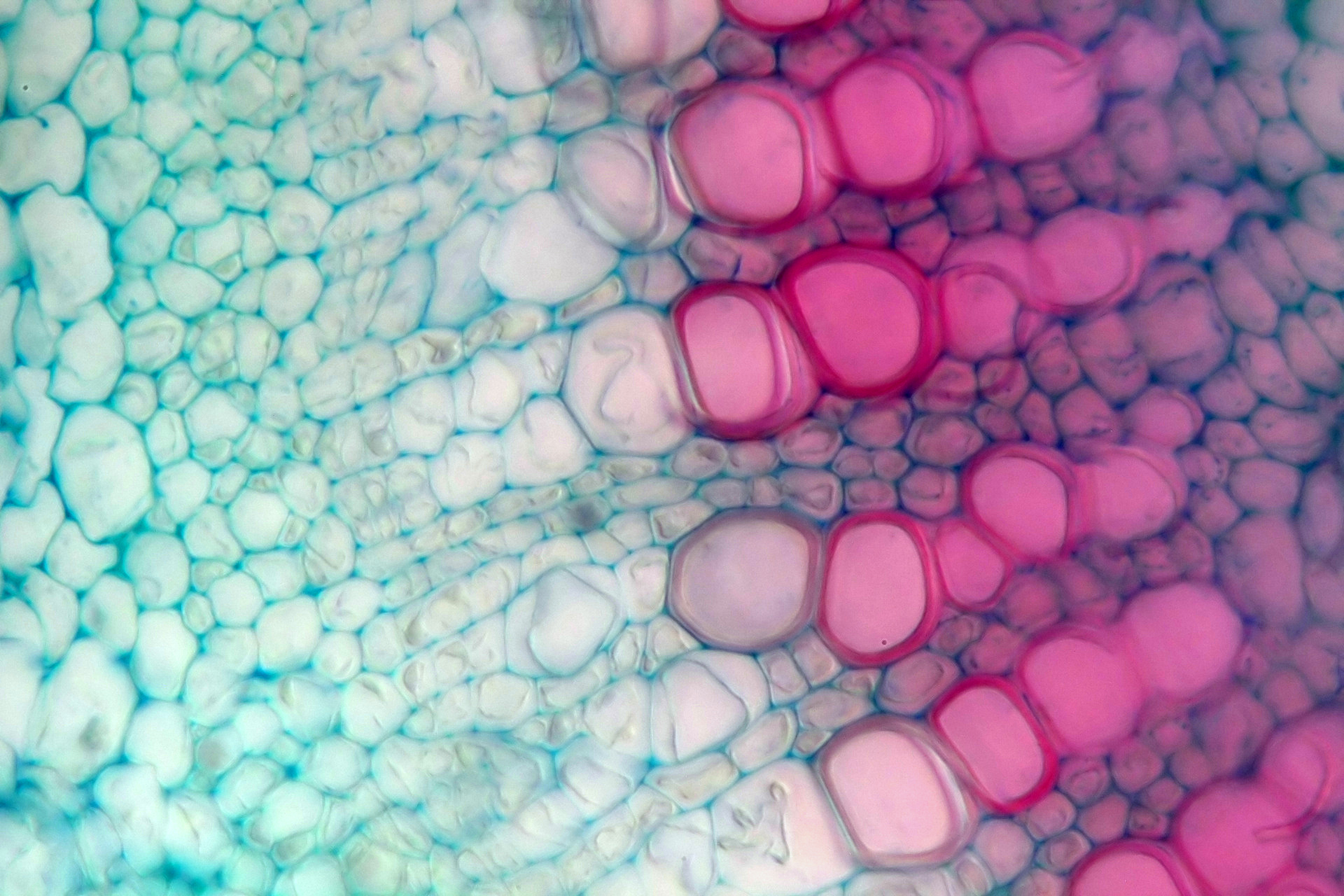
Wiązka łykodrzewna w liściu Lamium sp. Floem po lewej, ksylem po prawej.

Tkanka przewodząca, tkanka łykodrzewna – ogólna nazwa tkanek roślinnych, których funkcją jest transportowanie substancji. Tkanki przewodzące tworzą system przewodzący. System ten składa się z drewna transportującego wodę wraz z rozpuszczonymi solami mineralnymi oraz łyka transportującego związki organiczne. W skład tkanek przewodzących wchodzą cewki, naczynia oraz rurki sitowe. Komórkom tym towarzyszą inne pełniące funkcje pomocnicze. Razem te zespoły komórek tworzą wiązki przewodzące, biegnące wzdłuż korzeni, łodyg i liści. Z korzeni transportowana jest woda z rozpuszczonymi w niej solami mineralnymi. Z liści asymilacyjnych przenoszone są substancje organiczne.